# Belize az 1984. évi nyári olimpiai játékokon
Belize az egyesült államokbeli Los Angelesben megrendezett 1984. évi nyári olimpiai játékok egyik részt vevő nemzete volt. Az országot az olimpián 3 sportágban 11 sportoló képviselte, akik érmet nem szereztek.

## Atlétika
Férfi
| Versenyző          | Versenyszám | Előfutam | Előfutam | Előfutam | Negyeddöntő | Negyeddöntő | Negyeddöntő | Elődöntő | Elődöntő | Elődöntő | Döntő   | Döntő    |
| Versenyző          | Versenyszám | Idő      | Hely.    | Össz.    | Idő         | Hely.       | Össz.       | Idő      | Hely.    | Össz.    | Idő     | Helyezés |
| ------------------ | ----------- | -------- | -------- | -------- | ----------- | ----------- | ----------- | -------- | -------- | -------- | ------- | -------- |
| Paul Réneau        | 100 m       | 10,96    | 8.       | 64.      | kiesett     | kiesett     | kiesett     | kiesett  | kiesett  | kiesett  | kiesett | kiesett  |
| Damel Flowers      | 200 m       | 21,72    | 5.       | 48.**    | kiesett     | kiesett     | kiesett     | kiesett  | kiesett  | kiesett  | kiesett | kiesett  |
| Phillip Pipersburg | 400 m       | 48,04    | 7.       | 58.      | kiesett     | kiesett     | kiesett     | kiesett  | kiesett  | kiesett  | kiesett | kiesett  |
| Eugène Muslar      | 5000 m      | 15:05,78 | 12.      | 48.      |             |             |             | kiesett  | kiesett  | kiesett  | kiesett | kiesett  |

** - két másik versenyzővel azonos eredményt ért el

## Kerékpározás

### Országúti kerékpározás
Férfi
| Versenyző                                                 | Versenyszám     | Idő              | Helyezés      |
| --------------------------------------------------------- | --------------- | ---------------- | ------------- |
| Joslyn Chavarria                                          | Mezőnyverseny   | nem ért célba    | nem ért célba |
| Warren Coye                                               | Mezőnyverseny   | nem ért célba    | nem ért célba |
| Lindford Gillitt                                          | Mezőnyverseny   | nem ért célba    | nem ért célba |
| Wernell Reneau                                            | Mezőnyverseny   | nem ért célba    | nem ért célba |
| Joslyn Chavarria Warren Coye Kurt Cutkelvin Merlyn Dawson | Csapat időfutam | 2:36:55 (+38:27) | 25.           |

## Ökölvívás
| Versenyző | Versenyszám | Selejtező         | 32-es főtábla                | Nyolcaddöntő      | Negyeddöntő       | Elődöntő          | Döntő             | Helyezés |
| Versenyző | Versenyszám | Ellenfél Eredmény | Ellenfél Eredmény            | Ellenfél Eredmény | Ellenfél Eredmény | Ellenfél Eredmény | Ellenfél Eredmény | Helyezés |
| --------- | ----------- | ----------------- | ---------------------------- | ----------------- | ----------------- | ----------------- | ----------------- | -------- |
| Hugh Dyer | Harmatsúly  | erőnyerő          | Robinson Pitalúa (COL) · RSC | kiesett           | kiesett           | kiesett           | kiesett           | 17.      |

RSC – a mérkőzésvezető megállította a mérkőzést